# سلمان الدعيج الصباح
الشيخ سلمان الدعيج السلمان الصباح (1939 - )، وزير كويتي سابق للعدل والشؤون القانونية والإدارية.

## نشأته
- ولد في الكويت في 15 يناير 1939 في منزل والده الكائن في «فريج الشيوخ» وله أخوان هما سعود وخالد وشقيقتان وهن سبيكة وبدرية، وهو أصغرهم جميعاً.
- توفي والده وهو في باكورة حياته، فتولى الشيخ عبد الله السالم الصباح الوصاية على أسرة الشيخ دعيج السلمان الصباح حتى شب عن الطوق.

## دراسته
- التحق في طفولته بمدرسة الملا يوسف حمادة ، ثم انتقل إلى مدرسة الروضة بالحي القبلي وتلقى فيها دراسته الابتدائية ، ثم تلقى دراسته المتوسطة في المدرسة الشرقية ، ثم انتقل بعد ذلك إلى ثانوية الشويخ وأكمل بها دراسته الثانوية في العام الدراسي 58/59.
- سافر إلى القاهرة لدراسة القانون والتحق بكلية الحقوق بجامعة القاهرة وحصل منها على درجة الليسانس عام 1963.
- سافر إلى الولايات المتحدة الأمريكية والتحق بجامعة نيويورك ليحصل على درجة الماجيستير في القانون عام 1967.
- حصل على دبلوم القانون الخاص من جامعة القاهرة عام 1976.

## حياته العملية
- بدأ حياته الوظيفية بالديوان الأميري ، إذ عهد إليه – بموجب القرار الإداري رقم 8 الصادر من رئيس الديوان الأميري بتاريخ 13/4/1967 – بالقيام بأعمال مدير الإدارة العامة بصفة مؤقتة إلى حين إنشاء إدارة للشئون القانونية والسياسية بالديوان.
- عين مديراً للإدارة السياسية والقانونية بالديوان الأميري بقرار مجلس الوزراء رقم 18/1967 ، الصادر بتاريخ 16 أبريل سنة 1967 وحصل بموجب ذات القرار على الدرجة الأولى من الحلقة الثانية استثناء وشغل هذا المنصب خلال الفترة من 16/4/1967 حتى 5/7/1969.
- في 6 يوليو 1969 صدر مرسوم أميري بتعيينه رئيساً لإدارة الفتوى والتشريع برئاسة مجلس الوزراء بدرجة وكيل وزارة ، وفي 3 أبريل 1976 رقي إلى الدرجة الممتازة ب المخصصة لوظيفته.
- عين عضواً بالمجلس الوطني للثقافة والفنون والآداب لمدة ثلاث سنوات بقرار مجلس الوزراء الصادر في 12 سبتمبر 1973 وهو أول مجلس يناط به الإشراف على الثقافة والفنون والآداب.
- عين وزير الدولة للشؤون القانونية والإدارية في 6 سبتمبر 1976 في الوزارة التاسعة.[1]
- أعيد تعيينه وزيرا للدولة للشؤون القانونية والإدارية في 16 فبراير 1978 في الوزارة العاشرة.[2]
- عين عضواً في مجلس الخدمة المدنية بالمرسوم الصادر في 22 أبريل 1979 بتشكيل مجلس الخدمة المدنية ونظام العمل به.
- عين في 4 مارس 1981 وزيرا للعدل والشؤون الإدارية والقانونية في الوزارة الحادية عشر.[3]
- عين عضواً في مجلس الخدمة المدنية بالمرسوم الصادر في 23 مارس 1981 بتشكيل مجلس الخدمة المدنية.
- عين عضواً باللجنة العليا لتحقيق الجنسية الكويتية بالمرسوم الصادر في 23 مارس 1981 بإعادة تشكيل اللجنة العليا لتحقيق الجنسية الكويتية.
- أعيد تعيينه عين في 3 مارس 1985 وزيرا للعدل والشؤون القانونية والإدارية في الوزارة الثانية عشر.[4]
- أعيد تعيينه عضواً في مجلس الخدمة المدنية بالمرسوم الصادر في 28 مارس 1985 بتشكيل مجلس الخدمة المدنية.
- فوض في رئاسة مجلس الخدمة المدنية بموجب قرار رئيس مجلس الوزراء رقم 14 لسنة 1985 الصادر في 28 مارس 1985.
- استقال من منصبه كوزير للعدل والشئون القانونية والإدارية ، وقبلت استقالته بالمرسوم الصادر في 6 مايو 1985.
- أسس مكتباً للمحاماة والاستشارات القانونية ومارس المحاماة اعتباراً من 15/1/1993 بعد أن قيد اسمه في جدول المحامين المقبولين أمام المحكمة الدستورية ومحكمة التمييز.

## إنجازاته
- بناء على اقتراح مقدم منه أصدر مجلس الوزراء في 19/2/1977 قراره في شأن تنقيح وتطوير التشريعات الكويتية وفقاً لأحكام الشريعة الإسلامية ، وبناء على تفويضه من مجلس الوزراء بهذا القرار أصدر في 29/3/1977 قراره رقم 2 لسنة 1977 بتشكل تلك اللجان – وهي :

	أ -	لجنة التشريعات الجزائية .	ب -	لجنة التشريعات المدنية .
	ج -	لجنة التشريعات التجارية .	د -	لجنة التشريعات الإدارية والمرافعات
	هـ -	لجنة الأحوال الشخصية .
من أعضاء متفرغين من المتخصصين في التشريع من أساتذة الجامعات وعلماء الدين ورجال القضاء.
	وأصدر في نفس اليوم قراره رقم 3 لسنة 1977 بضم أعضاء غير متفرغين إلى اللجان الآنفة .
	وأصدر بعد ذلك وحتى 8/10/1978 القرارات أرقام 7 ، 8 ، 9 لسنة 1977 ، وأرقام 1 ، 3 ، 23 لسنة 1978 باستكمال تشكيل بعض اللجان وبتعديل تشكيل بعضها وبإضافة عضو أو أعضاء إلى أعضاء بعضها المتفرغين أو غير المتفرغين .
- أنجزت اللجان أعمالها وانتهت من وضع مشروعات القوانين التي كلفت بوضعها وتمت مراجعة هذه المشروعات .

	وبناء على عرضه أصدر حضرة صاحب السمو أمير البلاد قانون التجارة البحرية في 18/5/1980 بمرسوم بالقانون رقم 28 لسنة 1980 ، وقانون المرافعات المدنية والتجارية في 4/6/1980 بمرسوم بالقانون رقم 38 لسنة 1980 ، والقانون المدني في 1/10/1980 بمرسوم بالقانون رقم 67 لسنة 1980 ، وقانون التجارة في 15/10/1980 بمرسوم بالقانون رقم 68/1980.
- بناء على عرضه صدر في 4 أبريل 1979 مرسوم بالقانون رقم 15 لسنة 1979 في شأن الخدمة المدنية ومذكرة إيضاحية له ومرسوم في شأن نظام الخدمة المدنية.